# 地理誌

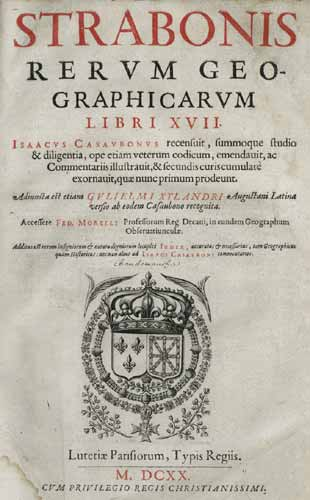
1620年版の『地理誌』。

『地理誌』（ちりし、Geographica、古代ギリシア語: Γεωγραφικά）は、ギリシアにルーツを持ち、ローマ帝国で教育を受けたストラボンが、古代ギリシア語で著した17巻に及ぶ地理分野の百科事典。ヨーロッパ、北アフリカ、西アジア、インドの歴史や自然などが記されている。
日本語訳では、『ギリシア・ローマ世界地誌』というタイトルで龍渓書舎から出版されている。

## 日本語訳
- ストラボン『ギリシア・ローマ世界地誌』飯尾都人訳、竜渓書舎、1994年7月。ISBN 4-8447-8377-7。